# کلی پارکر
کلی پارکر (انگلیسی: Kelly Parker؛ زادهٔ ۸ مارس ۱۹۸۱) بازیکن فوتبال زن اهل کانادا است.
از باشگاه‌هایی که در آن بازی کرده‌است می‌توان به آتلانتا بیت، اسکای بلو اف‌سی، باشگاه فوتبال زنان فرایبورگ، و وسترن نیویورک فلش اشاره کرد.
وی همچنین در تیم ملی فوتبال زنان کانادا بازی کرده‌است.